# Villa Hermosa
Villa Hermosa è un comune della Repubblica Dominicana di 8.738 abitanti, situato nella Provincia di La Romana. Comprende, oltre al capoluogo, un distretto municipale: Cumayasa.